# FL Studio
FL Studio (dříve FruityLoops) je hudební produkční DAW (z angličtiny Digital Audio Workstation) vytvořený belgickou firmou Image-Line. Je to program sloužící k tvorbě muziky. Hudba je vytvářena mixováním audio samplů, digitálních syntetizérů a MIDI signálů.
Systém skládání hudebních smyček je vhodný pro vytváření hudby především elektronického žánru, ale producenti úspěšně využívají program i pro ostatní žánry.
Program podporuje využití pluginů ve formátech VST, VSTi, VST3, DX a DXi.
Díky podpoře Re-Wire lze FL Studio spojit s dalšími DAW programy.

## Historie
První verze programu byla vydána, ještě pod názvem FruityLoops, v prosinci roku 1997. Tehdy se jednalo o jednoduchý sekvenční sampler, který umožňoval vytváření bicích smyček. V každé následující verzi se funkčnost programu rozrůstala o nové funkce. V roce 2003 byla vydána verze 4 a program byl přejmenován z FruityLoops na FL Studio. Důvodem byl spor se společností Kellogs, která vlastnila podobnou značku cereálií. V roce 2011 vychází verze 10 a Image-Line postupně uvolňuje i veřejné beta verze FL Studia 11. V roce 2015 je oficiálně vydána již 12. verze programu, která zároveň poprvé obsahuje i 64bitovou verzi programu a zavádí také vektorový formát grafického uživatelského rozhraní.

## Možnosti a funkce programu
FL Studio je plnohodnotný DAW umožňující skládání hudby. Funkce zahrnují nahrávání audio stop, zachytávání MIDI signálů, vytváření kompozice skladby, využívání VSTi syntetizérů (32 i 64bitové verze), rozdělení zvuků do mixážních stop a vkládání efektů na tyto stopy.
Audio engine podporuje multithreading a vícejádrové procesory.
Od verze 10 program podporuje zápis do notové osnovy ve formátu PDF.
Od verze 11 je možné využívat Performance mode, což je speciální režim přehrávání skladby, určený pro živé vystupování. Přibyla také podpora pro multidotykové displeje.

### Edice programu
Program je rozdělen do několika edic, podle množství obsažených funkcí. Každou edici je možné stáhnout z internetu nebo zakoupit v krabicové verzi. Každou zakoupenou edici (staženou i krabicovou) je možné doživotně zdarma upgradovat.
- Fruity edition - Základní verze umožňující vkládání not, využívání pluginů a vytváření kompozice skladby.
- Producer edition - Plnohodnotný DAW umožňující nahrávání audia a postprodukci.
- Signature - Stejná jako Producer edition, navíc obsahuje některé pluginy jako je Harmless nebo NewTone.

Další verze, které se ovšem graficky i uživatelsky liší, jsou:
- FL Studio Mobile - Verze speciálně určená a optimalizovaná pro přenosná zařízení se systémy Android a iOS.
- FL Studio Groove - Verze určená pouze pro Windows 8 a 10. Nejedná se ovšem o plnohodnotný DAW jako FL Studio, ale o jednodušší verzi určenou pro jednoduchou produkci a živé vystupování.

### Uživatelské rozhraní
Uživatelské rozhraní FL Studia je založeno na pěti základních obrazovkách:
- Channel Rack - Obsahuje seznam všech syntetizérů a automatizací. Umožňuje rychlé sestavení smyčky bicích a melodické části. Do verze 11 se toto okno nazývalo Step Sequencer.
- Piano Roll - Dvourozměrná mřížka pro vytváření melodie. Svislá osa určuje výšku tónu, vodorovná osa čas a délku tónu.
- Playlist - Umožní složit jednotlivé smyčky a audio stopy do výsledné hudební kompozice.
- Mixer - Používaný pro vyvážení hlasitosti jednotlivých stop a přidání efektů (i přes VST pluginy) nebo pro záznam zvuku z externího zdroje.
- Browser - Jednoduchý a rychlý prohlížeč pro přístup k audio nahrávkám, pluginům, přednastaveným nástrojům a dalším souborům FL Studia.

Vytváření hudby v FL Studiu je založeno na systému smyček. Každá smyčka (pattern), vytvořená v okně Channel Rack nebo Piano Roll, představuje určitou část skladby. Postupným skládáním smyček v okně Playlist, vzniká výsledná skladba. Všechny vytvořené zvuky je možné poslat do mixážního pultu, který umožní změnit výslednou barvu zvuku pomocí několika zabudovaných filtrů a efektů.

### Pluginy
Fl Studio obsahuje množství pluginů. Nativní pluginy ve formátu Fruity umožňují lepší kontrolu nad jejich ovládáním, než VST nebo DX pluginy.

#### Virtuální syntetizéry
- 3xOsc - jednoduchý syntetizér se třemi oscilátory a velmi nízkými nároky na procesor.
- Autogun - 4 miliardy přednastavených zvuků, které však není možné nijak měnit.
- Boo Bass - simulátor basové kytary.
- Drumaxx - emulace bicích nástrojů.
- DX10FM - napodobuje klasickou FM syntézu.
- FL Slayer - simulátor elektrické kytary.
- Groove Machine - virtuální drum machine.
- GMS - jednodušší verze Groove Machine, obsahující pouze syntetizér a efekty.
- Harmless - aditivní syntetizér, používající subtraktivní uživatelské rozhraní k vytváření zvuků.
- Harmor - komplexní polomodulární aditivní syntetizér s podobným přístupem k vytváření zvuků, jako má Harmless.
- Morphine - čistě aditivní syntetizér.
- Ogun - aditivní syntetizér, především na plechové a zvonivé zvuky.
- PoiZone - subtraktivní syntetizér s minimalistickým uživatelským prostředím.
- Sakura - napodobuje zvuk strunných nástrojů.
- Sawer - emulace starých analogových subtraktivních syntetizérů.
- SimSynth Live - vychází z klasických analogových syntetizérů osmdesátých let.
- Sytrus - virtuální syntetizér kombinující FM, subtraktivní a aditivní syntézu. Obsahuje vlastní efektovou sekci. Pomocí šesti oscilátorů a množství obálek, umožňuje téměř libovolně formovat výsledný zvuk.
- Toxic Biohazard - subtraktivní a FM syntetizér. Použitím se podobá Sytrusu.
- TS-404 - emulátor zvuku klasického syntetizéru TB-303 od Rolandu.
- WASP/WASP XT - jednoduchý syntetizér se třemi oscilátory.

#### Efekty a další pluginy
- FL Studio obsahuje všechny běžně používané efekty v mixingu, například: kompresor, parametrický ekvalizér, delay, chorus, flanger, reverb, filter, atd.
- Juice pack - kolekce efektů, které obsahuje FL Studio ve svém nativním Fruity formátu, převedených do VST. Obsahuje mimo jiné: Multiband Compressor, Parametric EQ2, Delay Bank, Flangus, Wave Candy, a další.
- Gross Beat - efekt umožňující ovládat výšku tónu, manipulovat s časem (například zastavit zvuk) a měnit hlasitost.
- Hardcore - sada efektů simulujících zesilovače elektrických kytar.
- Vocodex - komplexní vocoder.
- NewTone - editor především vokálů, umožňující opravovat výšku hlasu, či přečasovat zpěv.
- Edison - editor audio samplů a nahrávek.
- Pitcher - efekt pro opravu zpěvu v reálném čase.
- Patcher - nástroj umožňující sdružovat a libovolně propojovat více efektů i virtuáních syntetizérů.
- Maximus - multiband kompresor a limiter určený pro mastering.

#### VST pluginy
Virtual Studio Technology (VST) je rozhraní vytvořené společností Steinberg Media Technologies, které umožňuje propojení virtuálních efektů a nástrojů do hostitelské aplikace (FL Studio, ProTools, Ableton Live ad.).
Příklady populárních VST pluginů:
- Xfer Serum – víceúčelový syntezátor, který umožňuje vytvářet, upravovat a importovat zvukové vlny.[4]
- Antares Auto-Tune Pro – software sloužící pro korekci výšky tónu. Je populární především mezi rappery jako jsou T-Pain, Future, Lil Wayne, Kanye West ad.[5]
- Spectrasonics Omnisphere – nástroj obsahující více než 14 000 zvuků a syntezátorů.[4]
- RC-20 Retro Color – unikátní plugin, který přidává efekt „hřejivého“ vinylového zvuku.[6]
- Valhalla Room – stereofonní algoritmický plugin vytvářející prostorovou ozvěnu. Ozvěnu lze modulovat od prostředí malých stísněných místností až po velké haly.[7]
- iZotope Ozone 9 – plugin obsahující řadu různých ekvalizérů a maximalizérů.[4]
- RX 7 – asistenční zásuvný plugin sloužící pro korekci zvukových stopů. Umožňuje odstranit jakékoliv nechtěné ruchy jako šumění, nádechy, praskání a dunění.[8]
- Waves SSL G-Master Buss Compressor – kompresor vycházející z konzole SSL 4000 G.[8]
- FabFilter Pro-C 2 – kompresor, který obsahuje osm různých kompresních stylů, automatické zesílení a další funkce.[8]
- Soothe 2 – dynamický čistič rezonancí od společnosti Oeksound, který redukuje problematické rezonance a frekvence.[6]
- Sonarworks Reference 4 Studio Edition – software kalibrující studiová sluchátka a monitory tak, aby byla vytvořena stejná frekvenční odezva.[8]
- Neve 1073 – plugin napodobující slavný mikrofonní předzesilovač 1073. Slouží k plynulému nahrávání vokálů, elektrických kytar a voiceoverů.[6]
- Kontakt – sampler od společnosti Native Instruments, který poskytuje přístup k více než 55 GB softwarových hudebních nástrojů.[8]
- Addictive Drums 2 XLN Audio – speciální software sloužící pro produkci bicích nástrojů.[9]

## Producenti
Mezi nejznámější producenty používající FL Studio patří:
- FILL
- Avicii
- Savant
- Basshunter
- 9th Wonder
- Martin Garrix
- Alan Walker